# Kirill Beljaev
Kirill Nikolaevič Beljaev (in russo Кирилл Николаевич Беляев?; 27 agosto 1997) è un nuotatore russo vincitore della medaglia d'argento nella 25 km di fondo agli europei di Glasgow 2018 e ai mondiali di Gwangju 2019.

## Palmarès
- Mondiali

Gwangju 2019: argento nei 25 km.
- Europei

Glasgow 2018: argento nei 25 km.